# 雅典娜工程
雅典娜工程是MIT、DEC以及IBM的一个联合工程，本计划五年，在1988年1月又增加了三年，总共历时八年，于1991年6月30日告一段落。该工程为解决如何将计算创新的应用到MIT的课程中，意图建立一个计算机环境，容纳多达一万台工作站，以及各种硬件，以保证不管是学生还是教职工都可以随时使用。用户可以访问其中的任何工作站，存取任何文件、程序，但在用户界面以及服务传递上，看起来不会有大的区别。
这个工程产生了许多现在被广为使用的技术，比如X Window System、Kerberos。雅典娜工程开发的其他技术包括Xaw部件工具箱、Zephyr通知服务、第一个即时通讯服务，以及Hesiod名，还有目录服务。
X Window System是雅典娜工程和MIT计算机科学实验室的合作项目。

## 引用
- Treese, G. Winfield，Berkeley UNIX on 1000 Workstations: Athena Changes to 4.3 BSD[永久] USENIX Association，1988年2月
- Arfman, J. M.; Roden, Peter. Project Athena: Supporting distributed computing at MIT （页面存档备份，存于） IBM Systems Journal Volume 31，Number 3，1992年
- Champine, George (1991年). MIT Project Athena: A Model for Distributed Campus Computing, Digital Press, ISBN 1555580726.
- Avril, C. R.; Orcutt, Ron L. Athena: MIT's Once and Future Distributed Computing Project, Information Technology Quarterly （1990年秋）